# Episodi di Mr. Magoo (serie animata)
La prima stagione di Mr. Magoo è andata in onda in Italia in anteprima il 21 gennaio 2019 su K2 con la 1ª e la 2ª puntata mentre la trasmissione regolare è iniziata il 4 febbraio concludendosi il 3 luglio con l'episodio 26. Dall'episodio 27 è andato in onda in prima TV su DeA Kids.
In Francia è andata in onda su France 4 dal 4 maggio 2019 e conta 78 episodi da 7 minuti circa ciascuno. Dal 5 ottobre la prima TV francese si è spostata su Boomerang.

## Episodi
| N° | Titolo                                  | Titolo in francese                     | Titolo in inglese                       | Prima TV Francia | Prima TV Italia  |
| -- | --------------------------------------- | -------------------------------------- | --------------------------------------- | ---------------- | ---------------- |
| 1  | Incontri alieni                         | Magoo contre les envahisseurs          | They Are Among US                       | 4 maggio 2019    | 21 gennaio 2019  |
| 2  | L'isola deserta                         | Tombés du ciel                         | Skyfall                                 | 4 maggio 2019    | 21 gennaio 2019  |
| 3  | Il criceto gigante                      | Gentil toutou                          | Nice Little Doggy                       | 4 maggio 2019    | 6 febbraio 2019  |
| 4  | Scambio d'identità                      | Chapeau, Mr Magoo                      | Hats Off Magoo                          | 11 maggio 2019   | 7 febbraio 2019  |
| 5  | Un giorno da pompiere                   | Pompier d'un jour                      | Firefighter for a Day                   | 11 maggio 2019   | 11 febbraio 2019 |
| 6  | L'auricolare presidenziale              | A l'état sauvage                       | Mistaken Identity                       | 11 maggio 2019   | 12 febbraio 2019 |
| 7  | Il poster ipnotico                      | Dans l'oreillette                      | Wallpapering Magoo                      | 18 maggio 2019   | 13 febbraio 2019 |
| 8  | L'aquilotto smarrito                    | Un alpiniste hors pair                 | A Mountaineer Like No Other             | 18 maggio 2019   | 14 febbraio 2019 |
| 9  | Gambe d'acciaio                         | Des mollets en diamant                 | Legs of Steel                           | 18 maggio 2019   | 18 febbraio 2019 |
| 10 | Una ricetta per il successo             | La recette du succès                   | A Recipe for Success                    | 25 maggio 2019   | 19 febbraio 2019 |
| 11 | Sulle tracce dell'orso                  | A l'état sauvage                       | Honey Bear                              | 25 maggio 2019   | 20 febbraio 2019 |
| 12 | Dolcetto o scherzetto                   | Hold-up d'Halloween                    | Halloween Hold-Up                       | 25 maggio 2019   | 21 febbraio 2019 |
| 13 | L'ultima marmotta                       | La dernière marmotte                   | The Last Groundhog                      | 1 giugno 2019    | 25 febbraio 2019 |
| 14 | La casa infestata                       | Panique à domicile                     | Home Havoc                              | 1 giugno 2019    | 17 giugno 2019   |
| 15 | Il tesoro di Barbarossa                 | Le trésor de Barbe rose                | Pinkbeard's Treasure                    | 1 giugno 2019    | 18 giugno 2019   |
| 16 | Tanta fatica per nulla                  | Porté disparu                          | Lend Me Your Earpiece                   | 8 giugno 2019    | 19 giugno 2019   |
| 17 | A pesca di criceti                      | La pêche au hamster                    | Hamster Fishing                         | 8 giugno 2019    | 20 giugno 2019   |
| 18 | Più bianco del bianco                   | Plus blanc que blanc                   | Whiter Than White                       | 8 giugno 2019    | 21 giugno 2019   |
| 19 | Il bagnino                              | La guerre des maîtres-nageurs          | Poolwatch!                              | 15 giugno 2019   | 24 giugno 2019   |
| 20 | La macchina del tempo                   | Hibernafizz                            | HibernaFizz                             | 15 giugno 2019   | 25 giugno 2019   |
| 21 | Il grattacielo di Fizz                  | Fizzland                               | Fizz Tower                              | 22 giugno 2019   | 26 giugno 2019   |
| 22 | Il cavaliere senza macchia              | Chevalier Magoo                        | Magoo in Shining Armor                  | 22 giugno 2019   | 27 giugno 2019   |
| 23 | Il criceto spaziale                     | Le rongeur de l'espace                 | Space Hamster                           | 22 giugno 2019   | 28 giugno 2019   |
| 24 | Il dottor Magoo                         | Docteur Magoo                          | Doctor Magoo                            | 29 giugno 2019   | 1 luglio 2019    |
| 25 | Le dita nella sabbia                    | C'est du propre                        | Toes in the Sand                        | 29 giugno 2019   | 2 luglio 2019    |
| 26 | L'isola dei dinosauri                   | L'île aux dinosaures                   | Dinosaur Island                         | 29 giugno 2019   | 3 luglio 2019    |
| 27 | L'aiutante di Babbo Natale              | Magoo ne fait pas de cadeaux           | Santa's Little Helper                   | 1 luglio 2019    | 3 settembre 2019 |
| 28 | Nel cuore del cratere                   | Au coeur du cratère                    | At the Heart of the Crater              | 1 luglio 2019    | 4 settembre 2019 |
| 29 | Persi nella metropolitana               | Perdu dans le métro                    | Lost in the Subway                      | 1 luglio 2019    | 4 settembre 2019 |
| 30 | Piccoli passi                           | Trouvé!                                | Baby Steps                              | 2 luglio 2019    | 4 settembre 2019 |
| 31 | Il Golden Fizz                          | Les fizz d'or                          | Golden Fizz                             | 2 luglio 2019    | 5 settembre 2019 |
| 32 | La foresta incantata                    | La forêt magique de Parkandur          | Saving the Gnomes of Astrotuf           | 2 luglio 2019    | 5 settembre 2019 |
| 33 | Il tramonto degli zombie                | Concombres et zombies                  | Dusk of the Cucumber                    | 3 luglio 2019    | 5 settembre 2019 |
| 34 | Il grande Fizzator                      | Triple souplesse arrière               | Spinning Headlock Elbow Drop            | 3 luglio 2019    | 6 settembre 2019 |
| 35 | Mega Magoo contro Dr. Fizz              | Méga Magoo contre Dr. Fizz             | Mega Magoo vs. Dr. Fizz                 | 3 luglio 2019    | 6 settembre 2019 |
| 36 | Caccia al fantasma                      | Magoo contre les fantômes              | Ghost Hunt                              | 4 luglio 2019    | 6 settembre 2019 |
| 37 | Ama il tuo vicino                       | Magoo, un voisin qui vous veut du bien | Love Thy Neighbour                      | 4 luglio 2019    | 9 settembre 2019 |
| 38 | Ballando coi trichechi                  | Danse avec les morses                  | Dances with Walruses                    | 4 luglio 2019    | 9 settembre 2019 |
| 39 | La guardia del corpo                    | Protection rapprochée                  | The Bodyguard                           | 5 luglio 2019    | 9 settembre 2019 |
| 40 | Mai senza il mio criceto                | Jamais sans mon Fizz                   | Not Without My Hamster                  | 5 ottobre 2019   | 2 dicembre 2019  |
| 41 | La maledizione della Piramide           | Maudite pyramide                       | The Curse of the Pyramid                | 5 ottobre 2019   | 2 dicembre 2019  |
| 42 | Gita negli abissi                       | Magoo sous les mers                    | Deep Sea Diving                         | 6 ottobre 2019   | 2 dicembre 2019  |
| 43 | Lo squalo                               | Peur sur la plage                      | Shaaaaark!                              | 6 ottobre 2019   | 3 dicembre 2019  |
| 44 | Lo stregone                             | Magoo l'enchanteur                     | Magoo The Sorcerer                      | 6 ottobre 2019   | 3 dicembre 2019  |
| 45 | Questa città è una giungla              | Bazar au zoo                           | Concrete Jungle                         | 12 ottobre 2019  | 3 dicembre 2019  |
| 46 | Lettera a Babbo Natale                  | La lettre au père Noël                 | The Letter to Santa Claus               | 20 dicembre 2019 | 4 dicembre 2019  |
| 47 | Un cucciolo di faina                    | Sauvez Weasel!                         | Free Weasel                             | 24 dicembre 2019 | 4 dicembre 2019  |
| 48 | Una camicia per Magoo                   | Magoo, roi de la glisse                | Magoo A Wrinkle in Time                 | 12 ottobre 2019  | 4 dicembre 2019  |
| 49 | Gita nei boschi                         | A la belle étoile                      | The Great Outdoors                      | 12 ottobre 2019  | 5 dicembre 2019  |
| 50 | AeroFizz                                | Y a-t-il un pilote dans l'Aérofizz?    | AeroFizz!                               | 13 ottobre 2019  | 5 dicembre 2019  |
| 51 | Soccorso alpino                         | Sauvetage en montagne                  | Mountain Rescue                         | 13 ottobre 2019  | 5 dicembre 2019  |
| 52 | Il volo per l'Australia                 | Air Magoo                              | Air Magoo                               | 13 ottobre 2019  | 6 dicembre 2019  |
| 53 | Nella foresta amazzonica                | La tribu des Nanogambas                | The Nanogamba Tribe                     | 19 ottobre 2019  | 6 dicembre 2019  |
| 54 | Il maestro di Kung Fu                   | Kung Fizz                              | Kung Fizz                               | 19 ottobre 2019  | 6 dicembre 2019  |
| 55 | La profezia del Dragone di Sabbiadorata | La prophétie de Sabledor               | The Prophecy of the Goldensand's Dragon | 19 ottobre 2019  | 9 dicembre 2019  |
| 56 | Allarme calabrone                       | Les frelons de l'amour                 | Hornets Attack!                         | 20 ottobre 2019  | 9 dicembre 2019  |
| 57 | L'uomo delle stelle                     | Un ami venu d'ailleurs                 | Starman                                 | 20 ottobre 2019  | 9 dicembre 2019  |
| 58 | Una quercia nel deserto                 | Le dernier des chênes                  | The Last Oak Tree Standing              | 20 ottobre 2019  | 10 dicembre 2019 |
| 59 | Tutti pazzi per i saldi                 | Méga bingo promo                       | Super Duper Sale                        | 26 ottobre 2019  | 10 dicembre 2019 |
| 60 | Il buon vicino                          | Détendez-vous                          | Chill Out                               | 26 ottobre 2019  | 10 dicembre 2019 |
| 61 | La gara di triathlon                    | L'homme d'acier                        | Man of Steel                            | 26 ottobre 2019  | 11 dicembre 2019 |
| 62 | Lo scioglimento dei gelati              | La fonte des glaces vanille fraise     | Vanilla Strawberry Meltdown             | 27 ottobre 2019  | 11 dicembre 2019 |
| 63 | Sogni d'oro                             | Mr Chat où es-tu?                      | Sweet Dreams Mr. Cat                    | 27 ottobre 2019  | 11 dicembre 2019 |
| 64 | Radio Fizz                              | Fizz FM                                | Fizz FM                                 | 27 ottobre 2019  | 12 dicembre 2019 |
| 65 | Realtà Virtuale                         | Magoo 2.0                              | Magoo 2.0                               | 31 ottobre 2019  | 12 dicembre 2019 |
| 66 | Mr. Tuttofare                           | Magoo répare tout                      | Mr. Fixit                               | 31 ottobre 2019  | 12 dicembre 2019 |
| 67 | Il concerto rock                        | Les cochons d'Inde                     | The Gluttons for Punishment             | 15 giugno 2019   | 13 dicembre 2019 |
| 68 | Igiene mentale                          | Lavage de cerveau de printemps         | Brainwashed                             | 31 ottobre 2019  | 13 dicembre 2019 |
| 69 | Magoo 007                               | Mag007                                 | MAG007                                  | 31 ottobre 2019  | 13 dicembre 2019 |
| 70 | Zio Magoo                               | Maggie Magoo                           | Maggie Magoo                            | 1 novembre 2019  | 16 dicembre 2019 |
| 71 | Amici per la pelle                      | Mon copain Serge                       | Magoo's Best Friend                     | 1 novembre 2019  | 16 dicembre 2019 |
| 72 | Benvenuti in Transilvania               | Une nuit en Translovanie               | Welcome to Translovenia                 | 1 novembre 2019  | 16 dicembre 2019 |
| 73 | Attacco al potere                       | 7 minutes chrono                       | 7 Minutes Flat                          | 1 novembre 2019  | 17 dicembre 2019 |
| 74 | Il ritorno di Magoo 007                 | Mag007, le retour                      | MAG007 is Back                          | 1 novembre 2019  | 17 dicembre 2019 |
| 75 | Pranzo di famiglia                      | Dimanche en famille                    | Family Meal                             | 20 dicembre 2019 | 17 dicembre 2019 |
| 76 | Un coniglietto da salvare               | Mon petit lapin                        | Free the Rabbit                         | 2 novembre 2019  | 18 dicembre 2019 |
| 77 | Mega Magoo                              | Ratman                                 | Ratman                                  | 2 novembre 2019  | 18 dicembre 2019 |
| 78 | Caccia al gatto                         | Fizzou minou                           | Here Kitty                              | 2 novembre 2019  | 18 dicembre 2019 |